# Carien
Cet article concerne la langue carienne. Pour le peuple carien, voir Cariens.
Le carien est une langue de l'Antiquité, parlée par les Cariens au Ier millénaire av. J.-C.. C'est une langue indo-européenne de la famille des langues anatoliennes. Déchiffrée à partir de 1981, sa connaissance est encore extrêmement fragmentaire.

## Une langue très mal connue
Le carien était parlé au premier millénaire av. J.-C., en Carie, région du Sud-Ouest de l'Anatolie, entre la Lydie et la Lycie. Les documents écrits dans cette langue datent du VIe au IIIe siècle av. J.-C., mais sont peu nombreux ; on dispose donc de très peu de sources pour la connaître : des noms propres suffixés en -ασσις, -ωλλος ou -ωμος dans des textes grecs, des mots cités comme cariens par des auteurs antiques, des inscriptions et graffitis trouvés en Égypte et dans le monde égéen et une vingtaine d'inscriptions trouvées en Carie dont quatre bilingues.
Le carien n'a commencé à être déchiffré qu'en 1981 et est encore mal compris. La découverte du bilingue de Kaunos en 1996, publié en 1997 par Peter Frei et Christian Marek, a cependant permis aux études cariennes d'entrer dans « une nouvelle époque ».

## Classification
Différents traits rapprochant le carien des autres langues anatoliennes ont permis de le classer dans cette famille :
- le nominatif singulier animé en -ś, semblable à celui du lycien et du louvite ;
- des mots de base similaires (ted « père », en « mère »).

## L'alphabet carien
Le carien utilise un système d'écriture propre. John Ray a démontré en 1981 que c'était un alphabet présentant des ressemblances avec le grec, écrit de gauche à droite en Carie (excepté à Tralleis) et de droite à gauche en Égypte, qui ne sépare généralement pas les mots. Depuis cette époque, les chercheurs (Ray lui-même, Adiego et Schürr principalement), ont affiné le déchiffrement, qui est aujourd'hui à peu près complet.
| Graphème | Transcription | Prononciation (API) |
| -------- | ------------- | ------------------- |
| 𐊠        | a             |                     |
| 𐊢        | d             |                     |
| 𐊣        | l             |                     |
| 𐊤        | ù             |                     |
| 𐊥        | r             |                     |
| 𐊦        | λ             |                     |
| 𐊨        | q             |                     |
| 𐊩        | b             |                     |
| 𐊪        | m             |                     |
| 𐊫        | o             |                     |
| 𐊭        | t             |                     |
| 𐊮        | š             |                     |
| 𐊰        | s             |                     |
| 𐊲        | u             |                     |
| 𐊴        | x             |                     |
| 𐊵        | n             |                     |
| 𐊷        | p             |                     |
| 𐊸        | ś             |                     |
| 𐊹        | i             |                     |
| 𐊺        | e             |                     |
| 𐊻        | w             |                     |
| 𐊼        | k             |                     |
| 𐊿        | ú             |                     |
| 𐋅        | í             |                     |
| 𐋇        | τ             |                     |
| 𐋈        | w             |                     |

## Phonologie
La phonologie du carien est encore très incertaine, particulièrement pour les consonnes : ainsi, on ne sait pas si les dorsales occlusives retranscrites k, q, x correspondent ou non aux occlusives voisées ; ni si les signes retranscrits b et d sont des occlusives voisées ou des fricatives. On ne connaît pas non plus la valeur exactes des trois sifflantes s, š et ś, ni à quoi correspond le λ (peut-être un *-ll).

### Consonnes (tableau très incomplet)
|           | Bilabiale | Alvéolaire | Vélaire |
| Occlusive | p         | t          | k       |
| Nasale    | m         | n          |         |
| Fricative |           | s          |         |
| Spirante  |           | l          |         |
| Roulée    |           | r          |         |

### Voyelles
|           | Antérieure          | Centrale | Postérieure         |
| Fermée    | i                   |          | u                   |
| Mi-fermée | e (sûrement longue) |          | o (sûrement longue) |
| Ouverte   | a                   |          |                     |

Le carien dispose de cinq signes pour le [u], qui sont transcris u,ú, ù, ü et w, sans que l'on sache si chacun de ces signes transcrit une réalité phonétique différente ou si tous ces graphèmes ne recouvrent qu'un phonème.  Les diphtongues [ai] et [au] existaient également.

## Grammaire et lexique
La morphologie comme la syntaxe cariennes sont très difficiles à restituer. C'est une langue flexionnelle, dont on a identifié des accusatifs et des nominatifs. On ne connaît pas de forme verbale finie.
Le lexique est lui aussi peu connu : on a identifié des formes comme l'enclitique relatif -xi (<*kʷi-), la conjonction de coordination sb (« et »), la racines otr- (lui-même), des noms (śías « tombeau »).

### Documentation
- (es) Ignacio-Javier Adiego Lajara, Studia Carica. Investigaciones sobre la escritura y lengua carias, Barcelone : Promociones y Publicaciones Universitarias, 1993, 381 p.
- (en) Ignacio-Javier Adiego Lajara, The Carian Language, Leyde ; Boston : Brill, coll. « Handbook of Oriental studies. Section 1, The Near and Middle East » no 86, 2006, 540 p.
- (en) Ignacio-Javier Adiego Lajara, (tr. Chris Markham), « Greek and Carian », dans Anastásios-Foívos Christídis, Maria Arapopoulou et Maria Chriti (dir.), A History of Ancient Greek From the Beginning to Late Antiquity, Cambridge University Press, 2007, p. 759, 761
- (de) Wolfgang Blümel, Peter Frei, et Christian Marek (dir.), Colloquium Caricum. Akten der Internationalen Tagung über die karisch-griechische Bilingue von Kaunos. 31.10-1.11.1997 in Feusisberg bei Zürich (=Kadmos no 38), 1998
- (de) Peter Frei et Christian Marek, « Die karisch-griechische Bilingue von Kaunos », Kadmos no 36, 1997, p. 1-89
- (en) H. Craig Melchert, « Carian », dans Roger D. Woodard (dir.), The Cambridge Encyclopedia of the World's Ancient Languages, Cambridge : Cambridge University Press, 2004, p. 609–613
- (en) John D. Ray, « An approach to the Carian script », dans Kadmos no 20, 1981, p. 150-162
- (en) John D. Ray, « An outline of Carian grammar », dans Kadmos no 29, 1990, p. 54-73

## Liens
- linguistique
  - liste de langues
    - langues par famille
      - langues indo-européennes
        - langues anatoliennes